# Puchar Polski w Koszykówce Mężczyzn 2018/2019
Puchar Polski w Koszykówce Mężczyzn 2019 – 56. edycja Pucharu Polski w koszykówce mężczyzn.
Triumfatorem został BM Slam Stal Ostrów Wielkopolski, pokonując 77:74 w finale Arkę Gdynia. Najbardziej wartościowym zawodnikiem (MVP) wybrano Mateusza Kostrzewskiego.

## System rozgrywek
Rozgrywki odbyły się w formule Final Eight. Udział w imprezie zapewniony miał jej gospodarz – Legia Warszawa. Pozostałe 7 miejsc przypadło drużynom najwyżej sklasyfikowanym w tabeli Polskiej Ligi Koszykówki sezonu 2018/19 na dzień 13 stycznia 2019.

## Drabinka turniejowa
Losowanie drabinki turniejowej odbyło się 24 stycznia 2019 w stołecznym ratuszu.
|  |                                  |                                  |                                  |                                  |    |                                  |                                  |           |  |  |       |       |       |
|  | Ćwierćfinały                     | Ćwierćfinały                     | Ćwierćfinały                     |                                  |    | Półfinały                        | Półfinały                        | Półfinały |  |  | Finał | Finał | Finał |
|  | Ćwierćfinały                     | Ćwierćfinały                     | Ćwierćfinały                     |                                  |    | Półfinały                        | Półfinały                        | Półfinały |  |  | Finał | Finał | Finał |
|  |                                  |                                  |                                  |                                  |    |                                  |                                  |           |  |  |       |       |       |
|  |                                  |                                  |                                  |                                  |    |                                  |                                  |           |  |  |       |       |       |
|  | Legia Warszawa                   | Legia Warszawa                   | 67                               |                                  |    |                                  |                                  |           |  |  |       |       |       |
|  | Legia Warszawa                   | Legia Warszawa                   | 67                               |                                  |    |                                  |                                  |           |  |  |       |       |       |
|  | Polpharma Starogard Gdański      | Polpharma Starogard Gdański      | 74                               |                                  |    |                                  |                                  |           |  |  |       |       |       |
|  | Polpharma Starogard Gdański      | Polpharma Starogard Gdański      | 74                               |                                  |    | Polpharma Starogard Gdański      | Polpharma Starogard Gdański      | 66        |  |  |       |       |       |
|  |                                  |                                  |                                  |                                  |    | Polpharma Starogard Gdański      | Polpharma Starogard Gdański      | 66        |  |  |       |       |       |
|  |                                  |                                  | BM Slam Stal Ostrów Wielkopolski | BM Slam Stal Ostrów Wielkopolski | 76 |                                  |                                  |           |  |  |       |       |       |
|  | Stelmet Zielona Góra             | Stelmet Zielona Góra             | BM Slam Stal Ostrów Wielkopolski | BM Slam Stal Ostrów Wielkopolski | 76 | 64                               |                                  |           |  |  |       |       |       |
|  | Stelmet Zielona Góra             | Stelmet Zielona Góra             |                                  |                                  |    |                                  |                                  |           |  |  |       |       |       |
|  | BM Slam Stal Ostrów Wielkopolski | BM Slam Stal Ostrów Wielkopolski | 71                               |                                  |    |                                  |                                  |           |  |  |       |       |       |
|  | BM Slam Stal Ostrów Wielkopolski | BM Slam Stal Ostrów Wielkopolski | 71                               |                                  |    | BM Slam Stal Ostrów Wielkopolski | BM Slam Stal Ostrów Wielkopolski | 77        |  |  |       |       |       |
|  |                                  |                                  |                                  |                                  |    |                                  |                                  |           |  |  |       |       |       |
|  |                                  |                                  | Arka Gdynia                      | Arka Gdynia                      | 74 |                                  |                                  |           |  |  |       |       |       |
|  | Polski Cukier Toruń              | Polski Cukier Toruń              | Arka Gdynia                      | Arka Gdynia                      | 74 | 91                               |                                  |           |  |  |       |       |       |
|  | Polski Cukier Toruń              | Polski Cukier Toruń              |                                  |                                  |    |                                  |                                  |           |  |  |       |       |       |
|  | MKS Dąbrowa Górnicza             | MKS Dąbrowa Górnicza             | 97                               |                                  |    |                                  |                                  |           |  |  |       |       |       |
|  | MKS Dąbrowa Górnicza             | MKS Dąbrowa Górnicza             | 97                               |                                  |    | MKS Dąbrowa Górnicza             | MKS Dąbrowa Górnicza             | 78        |  |  |       |       |       |
|  |                                  |                                  |                                  |                                  |    | MKS Dąbrowa Górnicza             | MKS Dąbrowa Górnicza             | 78        |  |  |       |       |       |
|  |                                  |                                  | Arka Gdynia                      | Arka Gdynia                      | 81 |                                  |                                  |           |  |  |       |       |       |
|  | Anwil Włocławek                  | Anwil Włocławek                  | Arka Gdynia                      | Arka Gdynia                      | 81 | 80                               |                                  |           |  |  |       |       |       |
|  | Anwil Włocławek                  | Anwil Włocławek                  |                                  |                                  |    |                                  |                                  |           |  |  |       |       |       |
|  | Arka Gdynia                      | Arka Gdynia                      | 84                               |                                  |    |                                  |                                  |           |  |  |       |       |       |
|  | Arka Gdynia                      | Arka Gdynia                      | 84                               |                                  |    |                                  |                                  |           |  |  |       |       |       |

### Ćwierćfinały
| 14 lutego 201918:00 | Legia Warszawa                            | 67:74(15:28, 12:17, 20:13, 20:16) | Polpharma Starogard Gdański                 | Arena Ursynów, Warszawa Sędzia: Janusz Calik, Wojciech Liszka, Bartłomiej Kucharski |
| 14 lutego 201918:00 | Pkt:Soluade 20 Zb:Prewitt 11 As:Prewitt 6 | 67:74(15:28, 12:17, 20:13, 20:16) | Pkt:Bibbins 11 Zb:Młynarski 10 As:Bibbins 4 | Arena Ursynów, Warszawa Sędzia: Janusz Calik, Wojciech Liszka, Bartłomiej Kucharski |

| 14 lutego 201920:30 | Stelmet Enea BC Zielona Góra                                   | 64:71(21:16, 19:24, 15:11, 9:20) | BM Slam Stal Ostrów Wielkopolski         | Arena Ursynów, Warszawa Sędzia: Jakub Zamojski, Tomasz Trawicki, Mariusz Nawrocki |
| 14 lutego 201920:30 | Pkt:Starks, Planinić po 13 każdy Zb:Sokołowski 6 As:Koszarek 7 | 64:71(21:16, 19:24, 15:11, 9:20) | Pkt:Kostrzewski 14 Zb:Scott 8 As:Scott 5 | Arena Ursynów, Warszawa Sędzia: Jakub Zamojski, Tomasz Trawicki, Mariusz Nawrocki |

| 15 lutego 201918:00 | Polski Cukier Toruń                      | 91:97 (pd.)(25:11, 17:23, 24:28, 15:19, dogr. 10:16) | MKS Dąbrowa Górnicza                                        | Arena Ursynów, Warszawa Sędzia: Marek Ćmikiewicz, Marcin Kowalski, Marek Maliszewski |
| 15 lutego 201918:00 | Pkt:Gruszecki 21 Zb:Mbodj 11 As:Lowery 9 | 91:97 (pd.)(25:11, 17:23, 24:28, 15:19, dogr. 10:16) | Pkt:De León 23 Zb:Melvin, Gabiński po 11 każdy As:De León 6 | Arena Ursynów, Warszawa Sędzia: Marek Ćmikiewicz, Marcin Kowalski, Marek Maliszewski |

| 15 lutego 201920:30 | Anwil Włocławek                                                | 80:84(15:18, 14:24, 17:24, 34:18) | Arka Gdynia                                                | Arena Ursynów, Warszawa Sędzia: Piotr Pastusiak, Michał Proc, Marcin Koralewski |
| 15 lutego 201920:30 | Pkt:Michalak 16 Zb:trzech zawodników po 6 każdy As:Łączyński 8 | 80:84(15:18, 14:24, 17:24, 34:18) | Pkt:Ginyard 26 Zb:Ginyard, Łapeta po 9 każdy As:Florence 8 | Arena Ursynów, Warszawa Sędzia: Piotr Pastusiak, Michał Proc, Marcin Koralewski |

### Półfinały
| 16 lutego 201914:00 | Polpharma Starogard Gdański               | 66:76(20:17, 18:18, 13:27, 15:14) | BM Slam Stal Ostrów Wielkopolski  | Arena Ursynów, Warszawa Sędzia: Marcin Kowalski, Tomasz Trawicki, Adam Wierzman |
| 16 lutego 201914:00 | Pkt:Bibbins 16 Zb:Struski 10 As:Bibbins 4 | 66:76(20:17, 18:18, 13:27, 15:14) | Pkt:Scott 20 Zb:King 9 As:Scott 5 | Arena Ursynów, Warszawa Sędzia: Marcin Kowalski, Tomasz Trawicki, Adam Wierzman |

| 16 lutego 201918:00 | MKS Dąbrowa Górnicza                            | 78:81(16:15, 18:12, 20:24, 24:30) | Arka Gdynia                                | Arena Ursynów, Warszawa Sędzia: Janusz Calik, Piotr Pastusiak, Dariusz Zapolski |
| 16 lutego 201918:00 | Pkt:De León 18 Zb:Wojciechowski 10 As:De León 7 | 78:81(16:15, 18:12, 20:24, 24:30) | Pkt:Florence 18 Zb:Dulkys 11 As:Florence 8 | Arena Ursynów, Warszawa Sędzia: Janusz Calik, Piotr Pastusiak, Dariusz Zapolski |

### Finał
| 17 lutego 201918:00 | BM Slam Stal Ostrów Wielkopolski             | 77:74(21:22, 16:17, 18:20, 22:15) | Arka Gdynia                               | Arena Ursynów, Warszawa Sędzia: Marek Ćmikiewicz, Tomasz Trawicki, Michał Proc |
| 17 lutego 201918:00 | Pkt:Kostrzewski 21 Zb:Kowalenko 6 As:Scott 4 | 77:74(21:22, 16:17, 18:20, 22:15) | Pkt:Wołoszyn 17 Zb:Upshaw 6 As:Florence 7 | Arena Ursynów, Warszawa Sędzia: Marek Ćmikiewicz, Tomasz Trawicki, Michał Proc |

## Konkurs wsadów
16 lutego pomiędzy półfinałami odbył się konkurs wsadów, zorganizowany po raz drugi nie podczas meczu gwiazd. W eliminacjach wzięło udział sześciu zawodników grających w PLK, każdy miał po dwie próby, które oceniło czterech sędziów. Do finału awansowało 3 zawodników z najlepszymi rezultatami. Zwyciężył Mo Soluade z Legii Warszawa.

### Uczestnicy
- Michał Kołodziej (Legia Warszawa)
- Mo Soluade (Legia Warszawa)
- Cleveland Melvin (MKS Dąbrowa Górnicza)
- Mathieu Wojciechowski (MKS Dąbrowa Górnicza)
- Kacper Borowski (Start Lublin)
- DeVonte Upson (Start Lublin)

### Rundy

#### Eliminacje
| Miejsce | Zawodnik              | Głosy |
| ------- | --------------------- | ----- |
| 1.      | Kacper Borowski       | 82    |
| 2.      | DeVonte Upson         | 80    |
| 3.      | Mo Soluade            | 77    |
| 4.      | Cleveland Melvin      | 71    |
| 5.      | Mathieu Wojciechowski | 69    |
| 6.      | Michał Kołodziej      | 50    |

#### Finał
| Miejsce | Zawodnik        | Głosy |
| ------- | --------------- | ----- |
| 1.      | Mo Soluade      | 88    |
| 2.      | Kacper Borowski | 69    |
| 3.      | DeVonte Upson   | 43    |

## Konkurs rzutów za 3
16 lutego pomiędzy półfinałami odbył się również konkurs rzutów za 3, zorganizowany po raz pierwszy nie podczas meczu gwiazd. W pierwszej rundzie wzięło udział sześciu zawodników PLK, każdy miał dwadzieścia pięć prób. Do finału awansowało 3 zawodników z największą liczbą punktów za trafione rzuty. Wygrał Michał Chyliński z BM Slam Stal Ostrów Wielkopolski

### Uczestnicy
- Tre Bussey (Polpharma Starogard Gdański)
- Michał Chyliński (BM Slam Stal Ostrów Wielkopolski)
- Marcin Dutkiewicz (Start Lublin)
- Paweł Kikowski (King Szczecin)
- Omar Prewitt (Legia Warszawa)
- Michael Umeh (Polski Cukier Toruń)

### Rundy

#### I runda
| Miejsce | Zawodnik          | Punkty |
| ------- | ----------------- | ------ |
| 1.      | Michał Chyliński  | 20     |
| 2.      | Tre Bussey        | 16     |
| 3.      | Omar Prewitt      | 16     |
| 4.      | Marcin Dutkiewicz | 15     |
| 5.      | Paweł Kikowski    | 15     |
| 6.      | Michael Umeh      | 11     |

#### Finał
| Miejsce | Zawodnik         | Głosy |
| ------- | ---------------- | ----- |
| 1.      | Michał Chyliński | 22    |
| 2.      | Omar Prewitt     | 21    |
| 3.      | Tre Bussey       | 12    |